# Síndrome de Gradenigo
El síndrome de Gradenigo, también llamado Síndrome de Gradenigo-Lannois o apicitis petrosa, es una complicación de la otitis media y de la mastoiditis cuando éstas afectan al ápex petroso del hueso temporal. Fue descrito por primera vez por Giuseppe Gradenigo, otorrinolaringólogo italiano, y por Maurice Lannois en 1904, refiriendo una tríada de síntomas consistente en dolor periorbitario unilateral debido a la afectación del nervio trigémino ipsilateral, diplopía por afectación del sexto par craneal y otorrea persistente, asociada a otitis media de etiología bacteriana con afectación del ápex de la pars petrosa del hueso temporal (petrositis). Este síndrome clásico relacionado con la otitis media es raro desde que se introdujo el uso de antibióticos para el tratamiento de las infecciones, aparece principalmente en pacientes inmunodeprimidos o diabéticos.

## Síntomas
Los síntomas principales son:
- Dolor periorbitario unilateral debido a la afectación de la rama oftálmica del nervio trigémino.
- Diplopía por parálisis del VI par craneal.
- Otorrea, secreción por el oído debida a la otitis.

Otros síntomas del síndrome de Gradenigo son:
- Fotofobia.
- Lagrimeo excesivo.
- Fiebre.
- Disminución de la sensibilidad corneal.